# Stjepan Hefer
Stjepan Hefer (Čepin, 18. kolovoza 1897. – Buenos Aires, 31. srpnja 1973.), hrvatski odvjetnik, političar, veliki župan velike župe Baranja i ministar seljačkog gospodarstva u Vladi NDH (1943. – 1945.). Nakon Drugog svjetskog rata emigrirao je u Južnu Ameriku da bi nakon Pavelićeve smrti, postao vođa Hrvatskog oslobodilačkog pokreta.

## Životopis
Rodio se u Čepinu kraj Osijeka, a nakon srednje škole nastavio je školovanje u Zagrebu, gdje je diplomirao i potom doktorirao na pravnom fakultetu. Po povratku u Osijek, otvorio je odvjetničku kancelariju i aktivno sudjelovao u radu kulturnih društava. Postao je član Hrvatske seljačke stranke i bio biran 1935. i 1938. za narodnog zastupnika HSS-a u Narodnoj skupštini.
Nakon uspostave Nezavisne Države Hrvatske u travnju 1941. godine priklanja se ustaškom režimu i provodi uključivanje pristaša HSS-a u ustaški pokret. Imenovan je velikim županom Velike župe Baranja sa sjedištem u Osijeku, a 1943. godine postao je ministar seljačkog gospodarstva u Vladi NDH. 
Aktivno je zastupao politiku vjerske konverzije Srba s pravoslavne na katoličku vjeroispovijed, odgovoran je za ratne zločine i genocid počinjen nad Romima, Srbima i Židovima. Nakon rata je u odsutnosti optužen kao ratni zločinac. 
.
Poslije sloma NDH u svibnju 1945. godine emigrirao je u Italiju, a nastanio se u Argentini pod imenom N. Josifović. Napisao je brojne političke članke, a poslije Pavelićeve smrti 1959. godine, imenovan je, na osonovu Pavelićeve oporuke, njegovim nasljednikom i predsjednikom Hrvatskog oslobodilačkog pokreta (HOP), što je zapisao fra Branko Marić, ali Pavelić zbog pogoršanog zdravstvenog stanja nije mogao potpisati. Na čelu HOP-a ostaje do smrti.